# Leptopyrgota celeriuscula
Leptopyrgota celeriuscula är en tvåvingeart som beskrevs av Georges Bernardi 1992. Leptopyrgota celeriuscula ingår i släktet Leptopyrgota och familjen Pyrgotidae. Inga underarter finns listade i Catalogue of Life.